# Junko Asari
Junko Asari (em japonês:浅利 純子, Asari Junko) (Kazuno, província de Akita, 22 de setembro de 1969) é uma antiga maratonista japonesa que foi medalha de ouro nos Campeonatos Mundiais de 1993, disputados em Estugarda, com o tempo de 2:30:03 h. 
Para além desse título, Asari venceu Maratona Internacional Feminina  de Tóquio em 1995 e 1998 e a Maratona de Osaka em 1993. A sua melhor marca pessoal é de 2:26:10h, obtida em Osaka, em 1994. Terminou em 17º lugar a sua participação nos Jogos Olímpicos de 1996, com o tempo de 2:34:31h.